# Plus 8
Plus 8 (también denominado Plus8, sin espacio) es un sello discográfico canadiense de techno con base en Ontario y creado en 1990 por los productores y DJs Richie Hawtin y John Acquaviva. Sus primeros lanzamientos fueron producidos por los propios creadores y cercanos suyos, utilizando alias como States of Mind y Cybersonik. También publicaron en aquella época material de otros músicos de Detroit, con cuya escena estaban muy vinculados, como Kenny Larkin. En su primera época, Plus 8 constituyó uno de los referentes de la llamada "segunda ola" de Detroit techno junto a Underground Resistance y Planet E.
Tras la publicación en 1992 de "Thrash" por Cybersonik y  "Overkill/Frenz-E" por Circuit Breaker, el sello fue dejando de lado su sonido hardcore e industrial original para dar paso a un tipo de techno menos duro.